# Tarık Buğra
Süleyman Tarık Buğra (Akşehir, 2. rujna 1918. − Istanbul, 26. veljače 1994.) bio je turski novinar i književnik. 

## Životopis
Rođen je 1918. godine u Akşehiru. U rodnom gradu završio je osnovno obrazovanje. Gimnaziju je završio u Konyi 1936. godine. U više je navrata započinjao studije medicine, prava i književnosti. Svaki bi put nakon dvije do tri godine odustajao. U rodnom Akşehiru počeo se baviti novinarstvom. Pokrenuo je novine Nasrettin Hoca. Po dolasku u Istanbul pisao je anegodote i uređivao vijesti iz umjetnosti u novinama Milliyet, Yeni İstanbul, Haber i Tercüman, a izdavao je i tjednik pod imenom Yol. Do kraja 1983. godine nastavio se baviti novinarstvom. Njegovi članci prepoznatljivi su po neobičnim i za njega svojstvenim karakteristikama. Nije bio pristalica stereotipa i ideologija. U svojim radovima ponekad je davao mjesto jeziku, književnosti i umjetnosti te je uspio sačuvati karakteristiku slobodna, neovisna i nepristrana pisca. 
U književnost je ušao kratkim pričama. Za razliku od drugih pisaca nije prošao fazu sazrijevanja u svojem stvaralaštvu. Njegovo umijeće odražava se u njegovoj prvoj priči, a u prvi plan izlaze osobne i uže teme kao što su okolina, obiteljski život, ljubavne veze i doživljaji iz malih mjesta. U svojim pričama opisuje atmosferu i okolinu mnogo više od događaja. 
Tarık Buğra klasični je primjer i jedan od najpoznatijih predstavnika turskog realizma. Jedan je od najvažnijih književnika turske književnosti u razdoblju Republike. U njegovim dijelima nije moguće primijetiti napore da se dokaže, objasni ili propagira neka ustaljena ideja. Roman promatra kao roman i to je ono što je učvrstilo njegovo mjesto u turskoj književnosti. Prema njegovom mišljenju roman, pa čak i umjetnost: predstavlja ponovno stvaranje kosmosa i čovjeka prema određenoj naravi.
Preminuo je u Istanbulu 26. veljače 1994. 

## Djela

### Romani
- Yalnızların Romanı (1948.)
- Aşk Esirleri (1950.)
- Tetik Çekildikten Sonra (1951.)
- Ofsayd (1951.)
- Sonradan Yaşamak (1953.)
- İnce Hesaplar (1953.)
- Abaza Paşa’nın Rüyası (1956.)
- Şehir Uyurken (1956.)
- Yanıyor mu Yeşil Köşkün Lâmbası (1957.)
- Ölü Nokta (1958.)
- Çolak Salih (1984.)
- Siyah Kehribar (1955.), Küçük Ağa (1963.)
- Küçük Ağa Ankara’da (1966.)
- İbiş’in Rüyası (1970.)
- Firavun İmanı (1978.)
- Bir Köşkünüz Var mı? (1978.)
- Gençliğim Eyvah (1979.)
- Dönemeçte (1980.)
- Osmancık (1983.)
- Dünyanın En Pis Sokağı (1989.)

### Kratka proza
- Oğlumuz (1949.)
- Yarın Diye Bir Şey Yoktur (1952.)
- İki Uyku Arasında (1954.)
- Hikâyeler (1964.)

### Drame
- Ayakta Durmak İstiyorum (1966.)
- Üç Oyun (Akümülatörlü Radyo, Dört Yumruk, Ayakta Durmak İstiyorum, Yüzlerce Çiçek Birden Açtı, 1979.)
- İbiş’in Rüyası (1982.)
- Güneş ve Arslan, Sıfırdan Doruğa (1988.)

### Reportaže
- Gagaringrad Moskova Notları (1962.)

### Anegdote i članci
- Gençlik Türküsü (1964.)
- Düşman Kazanmak Sanatı (1979.)
- Bu Çağın Adı (1979.)
- Politika Dışı (1992.)

## Vanjske povezice
- Tarık Buğra  Arhivirana inačica izvorne stranice od 30. siječnja 2022. (Wayback Machine)